# Hans-Joachim Körner
Hans-Joachim Körner (* 4. September 1934 in Dresden; † 7. September 2003 in München) war ein deutscher Physiker.

## Wissenschaftliche Laufbahn
Hans-Joachim Körner machte 1953 sein Abitur in Hamburg. Er studierte Physik an der Universität Hamburg und promovierte 1963 bei seinem Lehrer Willibald Jentschke mit Messungen magnetischer Momente angeregter Kernzustände, eine Pionierarbeit. Als Leiter der Kernspektroskopiegruppe habilitierte er sich 1965 mit einer Arbeit über magnetische Momente angeregter Kerne. Als Abteilungsvorsteher kam er 1966 an das Physik-Department der Technischen Hochschule München und wurde international bekannt mit Anwendungen des Mößbauer-Effekts auf kernphysikalische Probleme und kernspektroskopischen Studien. Nach Forschungsaufenthalten am Lawrence Radiation Laboratory in Berkeley, am MPI für Kernphysik in Heidelberg und Argonne National Laboratory mit vielseitigen Kernstruktur Untersuchungen und dem Schwerpunkt Schwerionen induzierte Reaktionen, wurde er 1972 als Ordinarius für Experimentalphysik an das Physik-Department der Technischen Universität München berufen.
Hans-Joachim Körners wissenschaftliche Aktivitäten konzentrierten sich ab 1972 auf das Studium von Schwerionen Reaktionen am Tandembeschleuniger des Beschleunigerlabors der LMU und TUM (heute Maier-Leibnitz-Laboratorium), des UNILAC der GSI Darmstadt und bei verschiedenen Gastaufenthalten am Argonne National Laboratory, am Brookhaven National Laboratory, am Lawrence Berkeley National Laboratory an deren Beschleunigeranlagen. Verbunden mit den experimentellen Untersuchungen diverser Kernreaktionsmechanismen insbesondere der Vielteilchen-Transfer-Reaktionen waren apparative Entwicklungen von Nachweismethoden für Teilchen und Gammastrahlung sowie kinematischer Koinzidenztechniken.
Ab 1984, der Beginn der Beurlaubung seines Kollegen Paul Kienle an die GSI, übernahm er die alleinige Leitung des Teilinstituts E12 bis kurz vor seiner Emeritierung, 2002. In dieser Zeit wurden von E12 ein umfangreiches und sehr erfolgreiches Experimentierprogramm an der GSI, ab 1990 mit der neuen Beschleunigeranlage SIS-ESR, am HASYLAB bei DESY, an ISOLDE am CERN und am Zyklotron in Indiana, USA durchgeführt. An dem Münchner Beschleunigerlabor wurden neue anwendungsrelevante Methoden entwickelt wie Beschleunigermassenspektroskopie, Schwerionen-gepumpte Laser und Analytik mit Ionenstrahlen, die zu hochinteressanten Anwendungen führten und das Beschleunigerlabor weltweit als einmaliges Zentrum für interdisziplinäre Forschung mit Ionenstrahlen bekannt machte.
Hans-Joachim Körner war Dekan der Fakultät für Physik und Mitglied des Senats der TUM (1980–82). Er leitete das Institut für Kern- und Nukleare Festkörperphysik (1974–76) und war mehrere Perioden Direktor und stellvertretender Direktor des Beschleunigerlabors. Körner war Mitglied vieler Kommissionen der Hochschule und seiner Fakultät, der Kommission für Informatik der Bayerischen Akademie der Wissenschaften, der Programmkomitees auswärtiger Beschleunigerzentren, der Beratungsgremien des BMFT und der DFG, der Preiskomitees der DPG sowie deren Fachausschussleiter und des Fachbeirats des MPI für Plasmaphysik (IPP).

## Veröffentlichungen
Körner ist Autor von 157 Veröffentlichungen in internationalen wissenschaftlichen Zeitschriften und von über 80 Konferenzbeiträgen sowie des Lehrbuchs Wolfgang Zinth, Hans-Joachim Körner: Optik, Quantenphänomene und Aufbau der Atome. 3. Auflage. Walter de Gruyter, 1997, ISBN 978-3-486-79244-7 (Inhaltsverzeichnis bei Google Books).